# La donna cannone (album Francesco De Gregori)
La donna cannone è un mini-LP del cantautore italiano Francesco De Gregori, pubblicato nel 1983 dalla RCA Italiana.

## Descrizione
La donna cannone, pubblicato sotto forma di Qdisc, raccoglie le musiche scritte dal cantautore per il film Flirt di Roberto Russo, uscito lo stesso anno, dal quale prendono il titolo anche due brani strumentali contenuti nel disco.
La melodia principale di Flirt era già stata scritta da De Gregori nell'inedito Sotto il fuoco, poi mai pubblicato ufficialmente ma reperibile sul web.
Molti in passato dissero che La donna cannone fu scritta per Mia Martini, anche se in un'intervista lo stesso De Gregori negò di aver scritto questa canzone per lei.

## Tracce
Lato A
1. La donna cannone - 4.42 (Testo e musica di Francesco De Gregori)
2. Flirt #1 - 4.15 (Musica di Francesco De Gregori)

Lato B
1. La ragazza e la miniera - 3.55 (Testo e musica di Francesco De Gregori)
2. Flirt #2 (Versione armonica) - 2.35 (Musica di Francesco De Gregori)[2]
3. Canta canta - 2.51 (Testo e musica di Francesco De Gregori)

## Formazione
- Francesco De Gregori – voce, chitarra acustica, armonica in Flirt #2 e Canta canta
- Marco Manusso – chitarra acustica, chitarra elettrica
- Mario Scotti – basso
- Mimmo Locasciulli – pianoforte, organo Hammond
- Massimo Buzzi – batteria
- Luciano Torani – tastiera in La ragazza e la miniera e Canta canta
- Massimo Aureli – chitarra classica in Flirt #1
- Luciano Forgini – chitarra classica in Canta canta, chitarra acustica in Flirt #1
- Renato Serio – pianoforte in Flirt #1, arrangiamento e direzione strumenti ad arco